# Whaplode Drove
Whaplode Drove – wieś w Anglii, w hrabstwie Lincolnshire. Leży 31,4 km od miasta Boston, 67,2 km od miasta Lincoln i 131,7 km od Londynu. W 2016 miejscowość liczyła 528 mieszkańców.